# Temnopis fuscipennis
Temnopis fuscipennis är en skalbaggsart som beskrevs av Martins 1978. Temnopis fuscipennis ingår i släktet Temnopis och familjen långhorningar. Inga underarter finns listade i Catalogue of Life.